# Vácz Péter
Vácz Péter (Budapest, 1988. július 2. –) magyar animációs filmrendező, 2D és 3D stop-motion animációs technikával készít rövidfilmeket, videóklipeket.

## Fiatalkor, tanulmányok
Vácz Péter Budapesten született, édesapja üvegtervező, akinek műhelyében már gyerekkorában elkezdett barkácsolni. Kilencévesen zenét kezdett el tanulni, majd 2003-tól a KISKÉPZŐ Képző– és Iparművészeti Szakgimnázium és Kollégiumba járt, ahol grafikus szakon végzett. majd a Moholy-Nagy Művészeti Egyetemen folytatta tanulmányait, ahol bábanimációs szakon végzett.
Még egyetemi évei alatt, 2010-ben elvégezte az Animations Sans Frontieres (ASF) nemzetközi animációs kurzust, majd 2011-ben az Erasmus-program keretében a dániai Viborgban, a The Animation Workshopban elvégezte a professzionális 3D animációs képzést is.
Vácz BA és MA diplomát szerzett animáció szakon, 2010-ben a Patakiskola volt a BA-vizsgafilmje, míg 2012-ben a Nyuszi és Őz az MA-, a mestervizsga-alkotása. Ezekkel a filmekkel a nemzetközi figyelem középpontjába került. Mestervizsgafilmje egy 16 perces, a 2D és 3D animációt felváltva alkalmazó film. A Nyuszi és Őz  125 díjat gyűjtött be nemzetközi fesztiválokon, köztük az Annecy Nemzetközi Animációs Filmfesztivál Junior Zsűri díját és a legjobb animációs rövidfilmnek járó díjat mind a Nashville Filmfesztiválon, mind az Atlanta Filmfesztiválon.

## Életpálya
Vácz társalapítója volt a Caravel Collective nemzetközi filmes kollektívának, amellyel 2013 nyarától egy éven át Dél-Franciaországban készített kísérleti filmeket.
2014-ben a Streamschool című filmjét jegyző Picasso Pictures megbízásából klipet készített a brit James együttes All I'm Saying című dalához.  A projektre mindössze háromhetes határidő állt rendelkezésére. Az így készült stop-motion bábvideót a The Quietus brit zene- és popkultúra-magazin mutatta be, amely kiemelte Vácz "kiváló, sötéten felemelő, kézmíves munkáját". A film a 2015-ös Berlin Music Video Awardson a legjobb animáció kategóriában kapott jelölést.
A franciaországi kísérleti korszakot követően Vácz egy évet töltött Berlinben szabadúszóként, majd 2015-ben visszaköltözött Budapestre. Szakmai és művészi munkája mellett elkezdett animációs gyakorlatot és elméletet tanítani alma materében, a Moholy-Nagy Művészeti Egyetemen. 2019-ben több évnyi tanítás után az Illyés Művészeti Szakképző Akadémia művészeti vezetője lett.
2016-ban Vácz Joseph Wallace-szal dolgozott együtt egy másik James-klipen, melyet a Dear John című számhoz készítettek. Vácz és Wallace még az Animation Sans Frontières animációs kurzus hallgatóiként ismerkedtek meg, majd az évek során számos projektben dolgoztak együtt, valamint együtt tanítottak stop-motion animációt. A Dear John 3D animációt használt 2D flashback szekvenciákkal, és szintén jelölték a Berlin Music Video Awardsra.
Vácz későbbi alkotásai közé tartozik egy pszichedelikus zenei videó a magyar gyerekzenekar, a Szagos Hörigekkók számára, a Pillowface című élőszereplős rövidfilm, amely egy férfi játékos próbálkozásait mutatja be, melyekkel megpróbálja feloldani magányát egy hotelszobában, valamint a félig-meddig önéletrajzi ihletésű animációs projekt, a Noé fája.

## Fordítás
Ez a szócikk részben vagy egészben  a   Péter Vácz című angol Wikipédia-szócikk ezen változatának fordításán alapul.  Az eredeti cikk szerkesztőit annak laptörténete sorolja fel. Ez a jelzés csupán a megfogalmazás eredetét és a szerzői jogokat jelzi, nem szolgál a cikkben szereplő információk forrásmegjelöléseként.